# 天外魔境ZERO
『天外魔境ZERO』（てんがいまきょうゼロ）は、1995年12月22日にハドソンより発売されたスーパーファミコン用ゲームソフトである。ジャンルはRPG。
企画・監修はシリーズの発案者広井王子。監督は『天外魔境 風雲カブキ伝』(以下カブキ伝)に引き続き竹部隆司。メインプログラムは『スーパーボンバーマン3』を手掛けた青山光。脚本は『カブキ伝』に引き続き荒井弘二。絵師(キャラクターデザイン)はシリーズ作品を多く手掛ける辻野寅次郎。美術監督は『カブキ伝』に引き続き久保久。音楽は本作が初の作曲活動となるハドソンのサウンドプロデューサー笹川敏幸。挿入曲（天神・水貴のテーマ）は『カブキ伝』を手掛けた田中公平。

## 概要
『天外魔境シリーズ』唯一のスーパーファミコン作品。広井王子は現場の開発スタッフ内において、自分達の子供が『ドラゴンクエストシリーズ』『ファイナルファンタジーシリーズ』をプレイしているものの、自分達が手がけた天外魔境シリーズはプレイしていない事を悔やむ声が聞こえ始めた為、スーパーファミコンでの発売を決めたと語っている。
特殊チップの内蔵によって容量を圧縮処理し、鮮明なグラフィックやアニメーション演出を可能としている。本作最大の特徴はPLG（パーソナル・ライブ・ゲーム）システムと呼ばれる、現実世界の時間によってゲーム内のイベントが変化するシステムである。これはカートリッジにカレンダー・時計を内蔵すること（リアルタイムクロック）によって実現したもので、本システムの採用は、「ハデな事をしよう」という広井の発想への、開発スタッフの「ゲームの中で犬が飼いたい」という意見から着想を得ている。このシステムが発表された時、当時の新聞は「ユーザーによってカセットの時間設定や誕生日が違うためソフトの貸し借りや中古市場へ流出する可能性が低いと見ている」と分析した。これには、当時中古ショップ業界はメーカーへの迷惑と見做され、蔑みを受ける業界という背景もあった。
舞台はタイトルの「ZERO」が示す通り、従来作よりも遥か古代のジパングとなっており、物語として直接的な関連性はほとんどない。ストーリーは日本神話をモデルとしたものとなっている。また、天外魔境シリーズでは唯一、声優が設定されていない。
本作のロムカセットの容量は40Mbitだが、上述の特殊チップによる容量圧縮により、データ量としては72Mbit程のファイルサイズに相当することから、広告などでは「72Mbit相当」と記載され、大々的な宣伝がなされた。

### テレビ番組との連動
本作はPLGSを活用して、関東ローカルで放送されたフジテレビ系の深夜番組『冒冒グラフ』との連動企画が行われた。
番組内のエンディングにおいて今田耕司が発する意味不明の一言がヒントとなっており、放映日にゲーム中で発言内容に従った行動を行うと隠しイベントなどを見ることができた。
今田が隠れキャラクターとしてゲーム中に登場するのも、この連動のためである。

## システム
巻物
一般のRPGでいう呪文や魔法に該当するもの。単体巻物と合体巻物の2種類がある。単体巻物は従来の呪文や魔法と同じように使用するが、合体巻物は「風」「水」「雷」「火」の4種類の巻物がそれぞれ2巻で1セットとなっており、それらを「風風」「風水」「水風」などのように組み合わせる事によって攻撃を行なう。入手方法は各国の仙人から譲り受けるものと、仲間がパーティに加わる時点で持参するものがある。
奥義
各キャラクター固有の技。体力（HP）を消費するものと技（MP）を消費するものがある。習得方法はキャラクターによって異なる。基本的に、ヒガンは仙人と勝負をし、その勝負に勝利すると、スバルは各国に一つずつある宝箱を開けることによって、テンジン（みずき）はレベルアップをすることによって、それぞれ習得する。ただし、最初から各キャラクターが習得しているもの、ヒガンの奥義である「竜神斬り」のようにシラヌイから習得するもの、スバルの奥義である「極楽チョウ」のように火熊国の火熊神社の卵屋のイベントよって習得するものなど、上記に該当しないものも少なくない。また、ヒガンは剣術、スバルは召喚マもの、テンジンは術、みずきは地獄技というように、各キャラクターが習得する奥義には、各キャラクターが装備している武器や各キャラクターの生い立ちに由来している。
卵屋
卵を買ってリアルタイムにペットを飼育することが出来る。購入した卵によって孵るペットも異なり、定期的に餌を与えないと死んでしまう。最長飼育記録がベストスリーまで記録される。
出会い茶屋
各国の出会い茶屋にいる女性と話し、彼女らの頼みを聞いたり、土産や家を買ってあげたりする事で関係を発展させ、レアアイテムを手に入れる事ができる。
ふたたび
ゲームを一度クリアすると、クリアした時点でのステータスのまま物語を開始する事ができる。
戦闘
味方が全員「戦闘不能」か「石化」になるとゲームオーバーとなり、記録したところからのやり直しとなる。「戦闘不能」は戦闘が終われば体力1で復活するが、「石化」は戦闘が終わっても継続するので道具などで回復するしかない。

### PLGS
PLGS（Personal Live Game System）とは、ゲームカートリッジ内に時計・カレンダーを内蔵（リアルタイムクロック）し、ゲーム内のイベントが我々の現実世界の時間と密接に関わるというシステムである。以下に挙げるのはその例。
- 各地の神社で開かれるお祭り（#お祭り参照）
- 特定の時間・曜日にしか営業していないお店
- 特定の時間に限りアイテムの値段が割増・割引されるお店
- 卵を温める時間によって中から生まれるマもの（召喚獣）が変化する。
- プレイヤーの誕生日を祝ってくれる[2]。

ただし、ゲーム内での朝・夜の時間変化は存在せず、一部イベントを除いて昼間になっている。また、祝日の設定がハッピーマンデー制度が施行される以前のものとなっており、現在の祝日とは異なっている。日付の設定上限も2014年12月31日まで、誕生日の設定上限が1999年12月31日となっているため、プレイ時期や平成12年以降の誕生日のプレイヤーは影響を受ける。
なお、PLGSは後に『大貝獣物語II』、『天外魔境 第四の黙示録』、『サターンボンバーマン』、『桃太郎道中記』にも採用されている。

### お祭り
各国の神社では季節によって様々なお祭りが行なわれる。その他、日曜日には縁日が各国の神社（月替わり）で開かれる。ただし、各国の神獣の封印を解かないと祭りは開催されない。
- 1月：正月祭り（孔雀国）
- 2月：節分祭り（火熊国）
- 3月：ひな祭り（鶴国）
- 4月：花見（孔雀国）
- 5月：こどもの日（亀国）
- 6月：ゲンブ祭り（亀国）
- 7月：七夕祭り（犬神国）
- 8月：七夕祭り[5]（鶴国）
- 9月：月見（犬神国）
- 10月：鶴見祭り（鶴国）
- 11月：神無月[5]のため祭りはない
- 12月：三太祭り（火熊国）

## ストーリー
太古のジパングは火熊国、孔雀国、鶴国、亀国、犬神国、竜王国の6つの国に分かれており、それぞれの国は神獣によって守られていた。古代の習わしにより、永遠の火の意志によって選ばれた火の勇者が竜王国の王となり、ジパングを代々束ねていた。
永遠の火によって弟王が竜王国の王に選ばれるが、兄の兄王はそれに反発。600年前に火の一族と戦い地獄門に封印されていたニニギによってそそのかされた兄王は弟王を殺害。地獄門の封印を解き、ニニギを復活させてしまう。復活したニニギは地獄の軍団を従えて瞬く間に神獣を封印し、ジパング全土を支配してしまう。
100日後、火影村の少年・ヒガンは永遠の火の意志によって新たな火の勇者として選ばれ、ニニギを倒しジパングを治めるべく旅立つ。

## ジパング
火熊国
神獣・火熊が守護する国。ジパングの西南部に位置する。火熊を祭った火熊神社のほか、火の一族の末裔が住まう火立村、火の妖精に縁のある氷山村といのちの森、火眼の出身地である火影村が存在する。火影村に住む炭仙人のほか、妖水仙人、風の仙人、見像仙人の計4人の仙人が住んでいる。
孔雀国
神獣・孔雀が守護する国。ジパングの西方、火熊国と鶴国の間に位置する。孔雀を祭った孔雀神社のほか、孔雀明王が置かれた福福村、商業が盛んな自由市場、雨寺村などが存在する。鶴国とは陸路で面しており、国境には入口村が置かれている。石仏の谷に住まう石仏仙人のほか、カミナリ仙人、妖雷仙人、ゼンラ仙人、平気仙人、水の仙人の計6人の仙人が住んでいる。
鶴国
神獣・鶴が守護する国。ジパングの北西部に位置する。鶴を祭った鶴見神社のほか、いのちの酒造りで有名な酒村、孔雀国との国境の入口村と出口村が存在する。亀国とは海路で接しており、鶴亀の渡しから亀岡神社へと定期べっこう船が出ている。また、入口村と出口村の間にはお宝村、わかめ村、あっぱれ村の通称隠れ三村が存在する。美しき仙人洞に住まうカレン仙人とビナン仙人のほか、盛々仙人、ばくれつ仙人、百人力仙人、ガンコ仙人、マージョ仙人、イカズチ仙人の計8人の仙人が住んでいる。
亀国
神獣・亀が守護する国。ジパングの北方、鶴国の東に位置する。亀を祭った亀岡神社のほか、ミツコ姫の住むゲンブ城、大きな桜が特徴のあたま山村、大きな池が特徴の青池村が存在する。犬神国とはひらひら峠で隔てられている。村々が海で隔てられているため、定期的に巡回するべっこう船が運航されている。ブタ仙人、はやと仙人、いま仙人の3人の仙人が住んでいる。
犬神国
神獣・犬神が守護する国。ジパングの南方、火熊国の東に位置する。犬神を祭った犬神神社のほか、金鉱山のある金山、金山から流出する砂金が流れ着く砂金村、金による繁栄を誇る大虎町、歓楽街で賑わう赤丸町が存在する。また、北方には魔人の滝と呼ばれる大瀑布がある。火熊国・竜王国とは陸路で繋がっており、火熊国とはいのちの森で隔てられ、竜王国との国境には竜の口村が存在する。金バッチをこよなく愛するバッチ仙人のほか、貧乏仙人、神風仙人、とるぞ仙人、千人仙人、ばさら仙人、てるてる仙人、非力仙人、爆睡仙人の計9人の仙人が住んでいる。
竜王国
神獣・竜が守護する国。ジパングの東方に位置する。ジパング王が住む竜王城とそれを守護する竜王町、竜を祭る竜神神社のほか、竜の口村、竜の眼村、竜の耳村の3つの村が存在する。東方には闇の大穴と呼ばれる大地の大穴が開いている。しっぷう仙人、一発仙人、炎の仙人の3人の仙人が住んでいる。
高天原
ジパングの上空に存在する、火の一族の故郷。アグニを祭る高天原大社のほか、神事に使う神器を作るかたな村、たまつくり村、かがみ村の3つの村が存在している。むらくも洞に高天原仙人が住んでいる。

## 登場人物

### 主人公たち
主要キャラクター3人（ヒガン、スバル、テンジン）が使用する武器は三種の神器がモデルとなっている。
ヒガン（火眼）
演：清水美幸
主人公。火熊国・火影村に住む12歳の少年。身長は152cm。両親は既に他界しており、祖父であるジさま（ビャクエン）によって、自らが火の一族である事を教えられることなく育てられていた。永遠の火の意志によって火の勇者に選ばれ、ジパングを救う旅に出る。設定上は勇敢で優しい性格とされているが、ゲーム中では一切台詞がない。基本装備は剣。技(MP)は低いが体力と攻撃力に優れた戦士タイプで、奥義は様々な剣技を使用する。
スバル（昴）
演：岡部令子
火の妖精。ヒスイの妹であり、ヒスイの転生した姿。ヒスイの記憶を受け継いでいるが生まれたてであるため、幼くお転婆である。大好きなヒガンの役に立ちたいと望んでいる明るく素直な少女。基本装備は玉だが、攻撃には短刀も使用する。奥義はマものと呼ばれる召喚獣を召喚する。非力だが技(MP)の最大値が高く、強力な奥義や回復系の巻物を使った戦法を得意とする。身長は88cm。
テンジン（天神）
演：山口史人
600年前に地獄の軍団と戦った火の一族の一人。身長は180cm。当初はサラに敗北したことで砂像にされてしまっており、呪いを解くことで仲間に加わる。冷静沈着な美男子だが、地獄の者の一人であるみずきと恋に落ちた過去があり、彼女の事になると我を失う一面もある。3つの言葉を例示した謎かけ（三問答）を好む。基本装備は鏡だが、攻撃には長刀も使用する。バランスの取れた能力を持ち、攻撃の巻物・戦闘補助の奥義に優れている。「マンダラの笛」によってみずきと入れ替わる。
みずき（水貴）
演：飛田恵里
地獄の者でかつての神獣の一人。ジュリ、サラの妹。身長は180cm。600年前火の一族のテンジンと恋仲になり改心、ニニギのやり方に反発し袂を分かつも、裏切りの代償としてジュリによって殺害されテンジンの体の中に封印されてしまう。それからはテンジンと二心一体となり、片方が表に出ている間はもう片方が体内に封印されてしまうため、永遠に会うことができなくなっている。勝ち気で姉御肌な性格をしている勇ましい女性。テンジンよりも力に優れた戦士タイプで、戦闘補助の巻物にも優れ、双刀を武器とする。「マンダラの笛」によってテンジンと入れ替わる。
ヒスイ（翡翠）
火の妖精。スバルの姉。癒しの能力を持ち、火熊国のいのちの森で村人の農具などの錆をとるなどして生活していたが、妖精の寿命は20歳で尽きるため、スバルの卵を守るべくヒガンと行動を共にし、最期はスバルの誕生の為に残った力を使う。
ゲンコツ、ビンタ
ヒガンの友人。ヒガンと共に3人で火の勇者になるべく炭仙人打倒を目指すが途中で怖気づいて逃げ出してしまう。やる気はあるが臆病で頼りにはならない最初の仲間。ヒガンが火影村から旅立った後は2人で留守番をしている。

### 神獣
ジパングの各国を守る神。もともとはニニギによって生み出された存在であるが、ニニギに反発して人間・火の一族の味方となる。現在は戦う力を失っている。全部で6体いるが、かつては地獄の軍団の隊長やみずきも神獣で正確には12体である。
火熊（ひぐま）
火熊国を守る神獣。正義の神。
孔雀（くじゃく）
孔雀国を守る神獣。健康の神。
鶴（つる）
鶴国を守る神獣。美しい心の神。亀の妹。
亀（かめ）
亀国を守る神獣。愛の神。鶴の兄でミツコ姫と結婚しており、定期的にゲンブ城を訪れている。
犬神（いぬがみ）
犬神国を守る神獣。友情の神で、白虎（キンギン）とは親友であった。
竜（りゅう）
竜王国を守る神獣。神獣のリーダー。

### 地獄の軍団
ニニギ
地獄の王。かつては高天原で暮らしていたが、姉・アグニの反対も聞かず命を作り出したため高天原を追放される。600年前、地獄の軍団を率いて火の一族と戦争を起こすが、自らが生み出した神獣・人間に裏切られ火の一族によって地獄門に封印される。しかし欲に溺れる兄王をそそのかして地獄門の封印を解かせ兄王に憑依し蘇ると、地獄の軍団を率いて瞬く間にジパングを支配してしまう。名前の由来はニニギノミコト。
絶対レイド
地獄の1番隊長。火熊を封印し、氷の力を操って氷山村を凍結させる。ヒガンの祖父・ビャクエンを殺害する。2回目の戦闘では全身が氷でできたカニのような姿に変身する。
地獄の赤丸
演：杉山佳寿子
地獄の2番隊長。孔雀を封印し、孔雀国に赤い毒の雨を降らせる。コミカルな風貌で関西弁で話す。自身の居城である血戦の塔に入る唯一の手段である孔雀明王を破壊するためヒガンに近づく。2回目の戦闘では蛇が巻き付いた大男のような姿に変身する。黄丸と青丸などといったクローンが犬神国の金銀赤丸研究所で大量に造られている。
敵キャラではあるが、本作のマスコットキャラクター的な存在であり、地獄の軍団の中では唯一の生存者である。
サラ（砂羅）
演：川口幸子
地獄の3番隊長。ジュリ・サラ・みずきの3姉妹の次女。鶴を封印し、鶴国を砂漠化してしまう。美しいものを好み、テンジンらを砂像化していた。普段は美しい女性の姿をしているが、戦闘では醜い半魚人のような姿に変身する。
ジュリ（樹里）
演：相馬都
地獄の4番隊長。ジュリ・サラ・みずきの3姉妹の長女。亀を封印し、亀国を樹海化してしまう。600年前、みずきをテンジンの体内に封印した張本人。何かにつけヒガンたちの前に現われ、いらぬお節介を焼く。戦闘では全身が植物に覆われた姿になる。
キンギン（金銀）
地獄の5番隊長。犬神を封印し、犬神神社を破壊、金虎神社に改装、また、犬神国の住民をマインドコントロールし、拝金主義者にしてしまう。科学力に優れ、スーパーマネキングIIIなどを開発している。元の名を白虎といい、犬神と共にマ・ジンを開発した。地獄の隊長の中で唯一変身はせず、2回目の戦いではゴールドシルバーという巨大ロボットに騎乗して戦う。
コクビャク
ニニギが高天原に侵攻するために火の妖精の卵から作り出した究極兵器。同じくマものの卵から作り出された親衛隊のガエン、ムゲン、スイマを従えて高天原に侵攻する。

### その他
ビャクエン（白炎）
ヒガンの祖父。村人からは「ジさま」と呼ばれ慕われているが、その正体は火立村出身の火の一族で、娘（後に死亡）と孫のヒガンと共に暮らしていた。かつては最強の剣士として知られ、その腕は老いた今も健在だが、絶対レイドとの戦いの最中ヒガンに気を取られた隙をつかれて敗北。ヒガンに永遠の火の啓示を受けるように言い残し死亡する。
シラヌイ（不知火）
演：猫俣博志
闇の剣士。かつてのビャクエンの親友にしてライバル。竜王の剣士を選ぶ戦いでビャクエンに敗北し、ビャクエンへの劣等感からニニギにそそのかされ、感情を捨てる事によって闇の剣を手に入れる。敵とも味方ともとれぬ態度でヒガンの前に幾度も現わる。
アグニ
火の一族を生み出した神。ニニギの姉。ニニギが勝手に命を生み出した事に激怒し高天原から追放する。ニニギとニニギが作り出した神獣・人間を滅ぼすために火の一族を地上に送り込むが、火の一族は神獣・人間につきニニギを殺さずに封印したために、火の一族が高天原に戻る事を許さなかった。名前の由来はインドの火神アグニ（ただしこちらは男性）。
弟王
永遠の火によって選ばれた竜王国の王。しかしニニギにそそのかされた兄王によって殺されてしまう。後に永遠の火そのものとなり、ヒガンにニニギ討伐の願いを託す。
兄王
弟王の兄。自分でなく弟王が竜王国の王に選ばれた事に憤慨。その心の隙をニニギにつけこまれて弟王を殺害。地獄門の封印も解くが、自身もニニギによって体を乗っ取られてしまう。
炭仙人
火影村の炭井戸に住む仙人。村人に炭を提供している。ビャクエンとシラヌイの剣の師匠。物語冒頭で火の勇者を目指すヒガンたちの前に立ちはだかり試練を与える。
おミネ
各地でセコい商売をしている老婆。通り名は「親切おミネ」。
カブキ
全国のお祭りを仕切っている一族。姿はカブキ団十郎そっくりで、おそらくは祖先。
スゴイ武具屋六助
鶴見神社にて強力な武器や防具を売る武器屋を経営している。
お宝ハンター万吉
隠れ三村のうちの一つ『お宝村』に住んでいる自称『お宝ハンター』の老人。
まい
鶴見神社に住む機織りの女性。
ちとせ
まいの娘。
ビナン仙人
鶴国の美しき洞に住む仙人の青年。カレンの兄。
カレン仙人
鶴国の美しき洞に住む仙人の女性。ビナンの妹。
ネズミオヤジ
鶴国で砂ネズミレンタカーを経営しているが、鶴国開放は商売上がったりになってしまった。
花丸一家
青丸、黄丸同様、赤丸のクローンたち。犬神国の花丸町にて様々な商売をやっている。
ミツコ姫
神獣カメの妻。ゲンブ城の主。
長老
永遠の火を祀っている火立村の長老。
マントー
天外シリーズでお馴染の馬鹿猿。特定の条件を揃えると戦うことができ、勝つとペットにする事ができる隠れキャラクター。
ちなみに、ペットとしての種族は、マントーらしく「ばか」である。
今田耕司
隠れキャラクターとしてゲーム内に登場。条件を満たすことで登場する。

## スタッフ
（出典:）
- 制作・総指揮：工藤裕司
- 原作：P.H.チャダ
- 企画・監修：広井王子
- 監督：竹部隆司
- 演出：中田伸一（Dチーム）
- 絵師：辻野寅次郎
- 美術監督：久保久
- 脚本：荒井弘二
- バトル企画：内田努（Dチーム）
- サブイベント企画：鶴岡典子
- 音楽：笹川敏幸
- 挿入曲作曲：田中公平（天神・水貴のテーマ）

### プログラムユニット
- メイン：青山光（青山公士）
- アシスト：増田竜一
- ユーザー・インターフェース：飛田雅宏
- バトル：木村和之、石丸博史
- ロボバトル：芳賀孝宏
- シナリオ：宮内崇、外山裕樹、嶋田章生、鈴木宏和、西野公博、土田大
- プログラム進行：菊池賢次

### グラフィックユニット
- 国マップ：関口暁信、山口もと、福岡三希子
- ダンジョン：岡田寿夫、小倉英之、越後正一、稲場将栄、小林雅樹、上嶋利英、山下直樹
- 家マップ：東明彦、藤本佳代、小林美鈴、田畑有香子
- 町マップ：長山真希、後藤幸徳、向井由美、三谷一弘
- バトル：藤井康博、山口英樹、相馬英樹、錦木千晶、土江達也、大谷達也、本間寧、中村伸一、渡辺真登香、西浦悦史、沼田剛幸、和島広治、山口美佳
- スプライト：岡本敏郎、めこらい岩田、多田知美、木本浩之、岡田由紀子
- システム：山本次行
- 原画：水谷謙之介(RED)、柳沢美佐(RED)、佐々木桃子(RED)、東京ムービー新社
- 題字：禅
- 制作進行：伊井人(RED)、家入赤福(RED)

### サウンドユニット
- 音楽技術監督：佐藤昭洋
- ミュージックデザイン：星恵太、古屋拓道、山本裕直、嶋倉一朗
- エフェクトデザイン：成田修、澤口和彦、坂東章平
- システムプログラム：高橋克昇、岩淵貴幸、岡秀樹
- 進行：井上雅明
- カラオケ作曲：田中あや
- 技術指導：滝本利昭

### テクニカルサポート
- プログラム：野沢勝広、桶谷吉韻、若林哲也
- シナリオツール：熊谷剛士、對馬康司、佐橋秀樹、阿知良剛、伊藤雄一
- 開発環境：日野清治、田坂拓哉、松下和裕、小林敬樹
- 大容量システム：武岡幸夫、後藤秀陸、中嶋知彦、藤戸文博、斉藤智之、長沢昌彦、増田一哉
- デザインツール：川口佳之、米川正樹、熊岡忍

### 広報ユニット
- 広告プロデュース：高田秀雄
- 広報：松永智史、梶野竜太郎、土井信一、三谷晴基
- SP：福井美行

### 制作ユニット
- 進行：高橋抄太
- プロデューサー：木本旬、安井一徳、三井啓介、小林正樹

### 協力
- 有限会社アドス
- 株式会社イマジン
- 東京ムービー新社

### スペシャルサンクス
- 松田篁(RED)
- 三富あけみ(RED)
- 山田真木(RED)
- 奥野仁
- 三上哲
- 野中和彦
- 長山豊
- 安部利也
- 滝山仁
- 藤田輝幸
- 及川英紀
- 三上由紀子
- 石川雅子
- 中村充
- 由桐亜紀
- 夢まつり95ハドソン一座のみなさん

### 制作・著作
- ハドソンソフト
- レッドカンパニー

## 関連商品
ゲーム『天外魔境ZERO 少年ジャンプの章』
週刊少年ジャンプとのタイアップによる抽選プレゼント用に制作された限定版（非売品）。毎週火曜日にジャンプが買えたり、集英社のビルが登場するなどのイベントが収録されている。
攻略本『天外魔境ZERO マル秘公式ガイドブック』
1996年1月5日発売、アスペクト
攻略本『Vジャンプブックス ゲームシリーズ スーパーファミコン 天外魔境ZERO』
1996年1月発売、集英社
小説『天外魔境ZERO 炎の勇者たち』
著者：広井王子・レッドカンパニー、1996年2月1日発売、角川書店
ゲームブック『天外魔境ZERO ゲームブック(1) FAR EAST OF EDEN』
著者：甲谷勝・中川佳昭、1996年4月30日発売、双葉社
CD『天外魔境ZERO デジタルリミックス』
1996年1月25日発売、発売元：データム・ポリスター
本作のBGMをデジタルリミックスしたサウンドトラック（CD3枚組）。
CD『ミュージカル天外魔境夢まつり』
1995年12月21日発売、発売元：データム・ポリスター
本作の舞台をベースにしたミュージカル「劇場空間天外ごっこ 誰がハドソン夢まつり'95」に使用された楽曲を収録したCD。出演は当時のハドソンのTVCMなどに出演していた荒井注、ハニー（高橋千代美）、ボンバーマン、桃太郎（井元由香）らなどを含む「ハドソン一座」。